# Hemicyclops cyclindraceus
Hemicyclops cyclindraceus är en kräftdjursart som först beskrevs av Jean Paul Louis Pelseneer 1929.  Hemicyclops cyclindraceus ingår i släktet Hemicyclops och familjen Clausidiidae. Inga underarter finns listade i Catalogue of Life.